# Tapping
|  | Aquest article tracta sobre la tècnica instrumental. Vegeu-ne altres significats a «Tècniques d'alliberament emocional». |

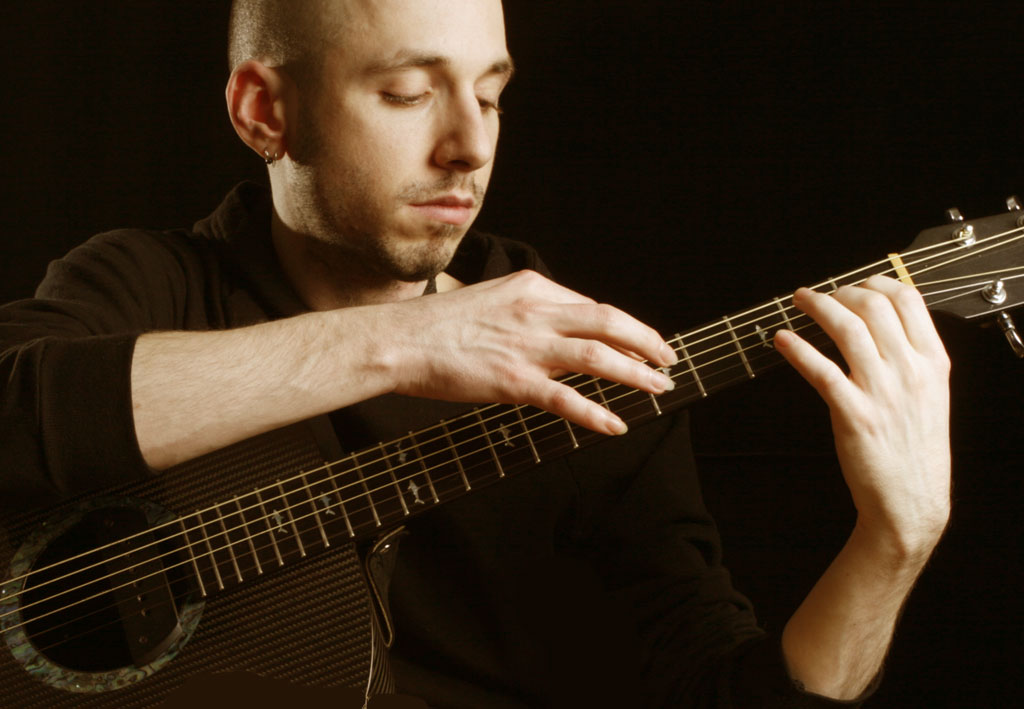
Tapping a dues mans - Erik Mongrain

El tapping (també conegut com a fingertapping) és una tècnica instrumental dels instruments de corda. Aquest és executat utilitzant els dits de la mà de la pua per pressionar les cordes sobre el masteler de l'instrument, fent sonar les notes. El tapping és una tècnica molt antiga dels instruments de corda. Per exemple el saz (instrument tradicional turc es toca amb aquesta tècnica). També hi ha exemple de tapping en dues mans en una pel·lícula del 1932 en la que es grava a Jimmie Webster tocant l'ukelele.
El tapping usualment incorpora pull-offs i hammer-on (lligats), on els dits de la mà esquerra també toquen, sent en la mateixa corda, i podent així tocar diverses notes per pols.
En el rock un dels primers guitarristes que va ser gravat utilitzant el tapping a dues mans, fou Steve Hackett, de Genesis. Un altre pioner en aquesta tècnica en el rock i rock dur fou Ritchie Blackmore. Entre d'altres, alguns dels artistes que van utilitzar la tècnica foren: Brian May ex-guitarrista de Queen i Harvey Mandel, ex Canned Heat van utilitzar aquesta tècnica, així com Eddie Van Halen guitarrista de Van Halen, Stanley Jordan i Steve Lukather.